# اطلس (ترانه کلدپلی)
«اطلس» (انگلیسی: Atlas) ترانه‌ای از گروه موسیقی راک بریتانیایی کلدپلی برای آلبوم موسیقی متن بازی‌های گرسنگی: اشتعال – موسیقی متن اصلی فیلم در سال ۲۰۱۳ است. این ترانه در ۶ سپتامبر ۲۰۱۳ توسط پارلفون منتشر شد.

## جدول‌های موسیقی
| جدول (۲۰۱۳)                                         | بهترین جایگاه |
| --------------------------------------------------- | ------------- |
| استرالیا (ای‌آرآی‌ای)                                 | ۳۰            |
| اتریش (او۳ تاپ ۴۰ اتریش)                            | ۳۱            |
| بلژیک (اولتراتاپ ۵۰ فلاندرز)                        | ۱۷            |
| بلژیک (اولتراتاپ ۵۰ والونی)                         | ۲۰            |
| کانادا (۱۰۰ تک‌آهنگ داغ کانادا)                      | ۳۳            |
| جمهوری چک (رادیو – تاپ ۱۰۰)                         | ۸۰            |
| دانمارک (ترک‌لیسن)                                   | ۲۰            |
| فرانسه (اس‌ان‌ئی‌پی)                                   | ۳۱            |
| آلمان (جدول‌های رسمی آلمان)                          | ۱۹            |
| ایسلند (آریووی)                                     | ۱۸            |
| ایرلند (ایرما)                                      | ۱۲            |
| ایتالیا (اف‌آی‌ام‌آی)                                  | ۹             |
| ایرپلی انگلیسی مکزیک (بیلبورد)                      | ۴۱            |
| هلند (۴۰ آهنگ برتر)                                 | ۱۷            |
| هلند (۱۰۰ تک‌آهنگ برتر)                              | ۳             |
| نیوزیلند (ریکوردد میوزیک ان‌زد)                      | ۲۰            |
| اسکاتلند (اوسی‌سی)                                   | ۱۳            |
| اسلوونی (اسلوتاپ۵۰)                                 | ۴۴            |
| اسپانیا (پروموزیک)                                  | ۱۸            |
| سوئیس (شوایزر هیت‌پاراد)                             | ۱۰            |
| تک‌آهنگ‌های بریتانیا (اوسی‌سی)                         | ۱۲            |
| بیلبورد هات ۱۰۰ ایالات متحده                        | ۶۹            |
| ترانه‌های داغ راک و آلترناتیو ایالات متحده (بیلبورد) | ۱۲            |
| ایرپلی آلترناتیو بزرگسالان ایالات متحده (بیلبورد)   | ۸             |
| ایرپلی آلترناتیو ایالات متحده (بیلبورد)             | ۱۸            |
| ایرپلی راک ایالات متحده (بیلبورد)                   | ۲۶            |

| جدول (۲۰۱۳)                             | جایگاه |
| --------------------------------------- | ------ |
| هلند (۴۰ آهنگ برتر هلند)                | ۱۰۴    |
| هلند (۱۰۰ تک‌آهنگ برتر هلند)             | ۹۴     |
| ترانه‌های داغ راک ایالات متحده (بیلبورد) | ۸۳     |

## تاریخچه انتشار
| منطقه               | تاریخ           | فرمت                                | ناشر             |
| ------------------- | --------------- | ----------------------------------- | ---------------- |
| ایتالیا             | ۶ سپتامبر ۲۰۱۳  | رادیو برترین‌های معاصر               | یونیورسال میوزیک |
| ایالات متحده آمریکا | ۶ سپتامبر ۲۰۱۳  | دانلود دیجیتال                      | پارلفون          |
| بریتانیا            | ۸ سپتامبر ۲۰۱۳  | دانلود دیجیتال                      | پارلفون          |
| ایالات متحده        | ۹ سپتامبر ۲۰۱۳  | رادیوی جایگزین آلبوم بزرگسالان      | ریپابلیک رکوردز  |
| ایالات متحده        | ۱۰ سپتامبر ۲۰۱۳ | رادیوی مدرن راک                     | ریپابلیک رکوردز  |
| ایالات متحده        | ۱۴ سپتامبر ۲۰۱۳ | رادیوی ترانه‌های داغ بزرگسالان معاصر | ریپابلیک رکوردز  |
| ایالات متحده        | ۱۵ سپتامبر ۲۰۱۳ | رادیوی برترین‌های معاصر              | ریپابلیک رکوردز  |